# Two Prudential Plaza
Two Prudential Plaza là một tòa nhà chọc trời được xây ở Chicago năm 1990. Với chiều cao 303 m, 64 tầng, nó là tòa nhà bê tông cốt thép cao thứ 2 thế giới vào thời điểm hoàn thành. Hãng thiết kế là Loebl, Schlossman & Hackl, với Stephen T. Wright là thiết kế chính. Tòa nhà này cũng nhận được 8 giải thưởng, bao gồm giải cấu trúc tốt nhất từ Hiệp hội kỹ sư kết cấu Illinois năm 1995. 
Đến năm 2008, đây là tòa nhà cao thứ 37 thế giới